# Relações entre Mali e Rússia
As relações entre Mali e Rússia referem-se as relações bilaterais entre o Mali e a Rússia.

## Antecedentes

### Relações durante o período soviético
A União Soviética reconheceu a independência do Mali em 7 de julho de 1960 e as relações diplomáticas entre os dois estados foram estabelecidas em 14 de outubro de 1960.  Após o colapso da Federação do Mali, e devido ao apoio francês ao Senegal, Modibo Keïta, o primeiro presidente do Mali, buscou laços mais estreitos com a União Soviética.  Em 1961, os dois países assinaram pactos comerciais e culturais  e a União Soviética concedeu ao Mali empréstimos e outros auxílios, que incluíram a aquisição de duas aeronaves de passageiros Ilyushin Il-18 para a Air Mali.  Sob o acordo cultural, a Rússia enviou artistas de circo, treinadores de esportes e uma equipe de futebol para o Mali. 
Quando Keïta foi deposto por Moussa Traoré por um golpe de Estado em 1968, Traoré melhorou as relações com a França e outros países ocidentais, porém o Mali permaneceu dependente da União Soviética pelo armamento e treinamento de seus militares. Aproximadamente 50 conselheiros militares soviéticos forneceram blindagem, artilharia e treinamento de paraquedismo às forças armadas malianas e treinaram todos os pilotos do Mali.  Os soviéticos também melhoraram a base da Força Aérea do Mali em Mopti e, ocasionalmente, usaram aeródromos malianos para organizar voos de abastecimento para grupos que apoiavam em Angola.

## Relações atuais

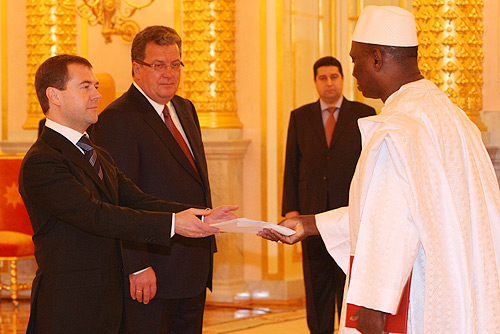
Dmitry Medvedev com Bréhima Coulibaly

### Laços diplomáticos
Em 16 de janeiro de 1992, o Mali reconheceu a Federação Russa como o Estado sucessor da União Soviética após a dissolução desta última.  A Rússia tem uma embaixada em Bamako e o Mali tem uma embaixada em Moscou.